# Varkey Vithayathil
Varkey Vithayathil C.SS.R. (1927–2011) là một Hồng y người Ấn Độ của Giáo hội Công giáo Rôma. Ông nguyên là Đại Tổng Giám mục Tòa Ernakulam-Angamaly của Giáo hội Công giáo Syro-Malabars. Ông cũng từng đảm nhiệm vị trí Chủ tịch hội đồng Giáo hội Maronites-Malabars và Chủ tịch Hội đồng Các giám mục Công giáo của Ấn Độ (C.B.C.I). Trên cương vị hồng y, ông cũng từng tham dự Mật nghị Hồng y 2005.

## Tiểu sử
Hồng y Vithayathil sinh ngày 29 tháng 5 năm 1927 tại Parur, Ấn Độ. Sau quá trình tu học dài hạn tại các chủng viện, ngày 12 tháng 6 năm 1954, khi 27 tuổi, Phó tế Vitahyathil được truyền chức linh mục, là linh mục Dòng Chúa Cứu Thế. Giám mục chủ sự nghi thức truyền chức là Thomas Pothacamury (Pothakamuri), Tổng Giám mục Tổng giáo phận Bangalore.
Với hơn 40 năm kinh nghiệm trong sứ vụ linh mục, ngày 11 tháng 11 năm 1996, ông được chọn là Tổng giám mục Hiệu tòa Achrida, chức Giám mục Tông Tòa Tòa Ernakulam, của Giáo hội Công giáo Syro-Malabar, thuộc đất nước Ấn Độ. Tân Tổng giám mục đã được tấn phong sau đó vào ngày 6 tháng 1 năm 1997. Chủ phong cho vị tân chức là Giáo hoàng Gioan Phaolô II. Hai vị phụ phong gồm có Tổng giám mục Giovanni Battista Re, Tổng Thư kí Thánh bộ Giám mục, Thành viên Văn phòng Phủ Quốc vụ khanh Tòa Thánh và Tổng giám mục Miroslav Stefan Marusyn, Tổng Thư kí Thánh bộ Công giáo Đông Phương. Tân giám mục chọn cho mình khẩu hiệu Obedience and peace. Cũng từ ngày 11 tháng 11 năm 1996 cho đến khi qua đời, ông là Chủ tịch Hội đồng Giáo hội Syro-Malabars. Không lâu sau đó, ngày 17 tháng 4 năm 1997, Tòa Thánh chuyển tước danh cho ông là Tổng giám mục hiệu tòa Antinoë.
Sau vài năm với chức danh Giám quản, ngày 23 tháng 12 năm 1999, Tòa Thánh chính thức bổ nhiệm ông làm Đại Tổng giám mục Tòa Ernakulam của Giáo hội Công giáo Syro-Malabars. Một năm sau khi được thăng, ngày 21 tháng 2 năm 2001, Giáo hoàng Gioan Phaolô II cử hành Công nghị Hồng y, qua đó thăng Đại Tổng giám mục Vithayathil lên tước vị Hồng y Đẳng Linh mục Nhà thờ San Bernardo alle Terme.
Ông là một hồng y cử tri trong mật nghị hồng y 2005, chọn Giáo hoàng Biển Đức XVI. Từ ngày 19 tháng 2 năm 2008 đến ngày 1 tháng 3 năm 2010, ông còn đảm nhiệm vị trí Chủ tịch Hội đồng Các giám mục Công giáo của Ấn Độ (C.B.C.I). Ngày 1 tháng 4 năm 2011, Hồng y Vithayathil qua đời, thọ 84 tuổi.